# Klimacamp

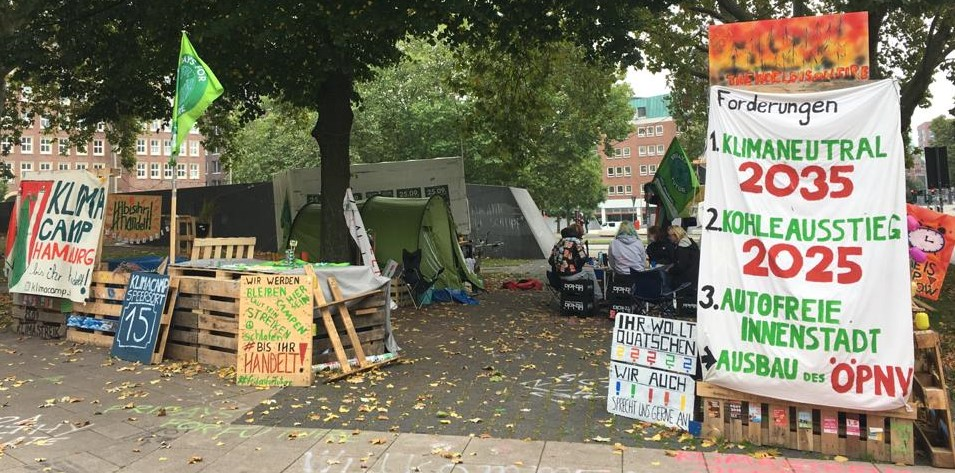
Klimacamp in Hamburg, Herbst 2020

Klimacamps sind Zeltlager, deren Teilnehmer sich gegen den menschengemachten Klimawandel einsetzen. Sie finden oft an zentralen Orten größerer Städte oder an Orten der Verbrennung fossiler Brennstoffe (z. B. Kraftwerken, Flughäfen) statt.

## Ziele und Organisation

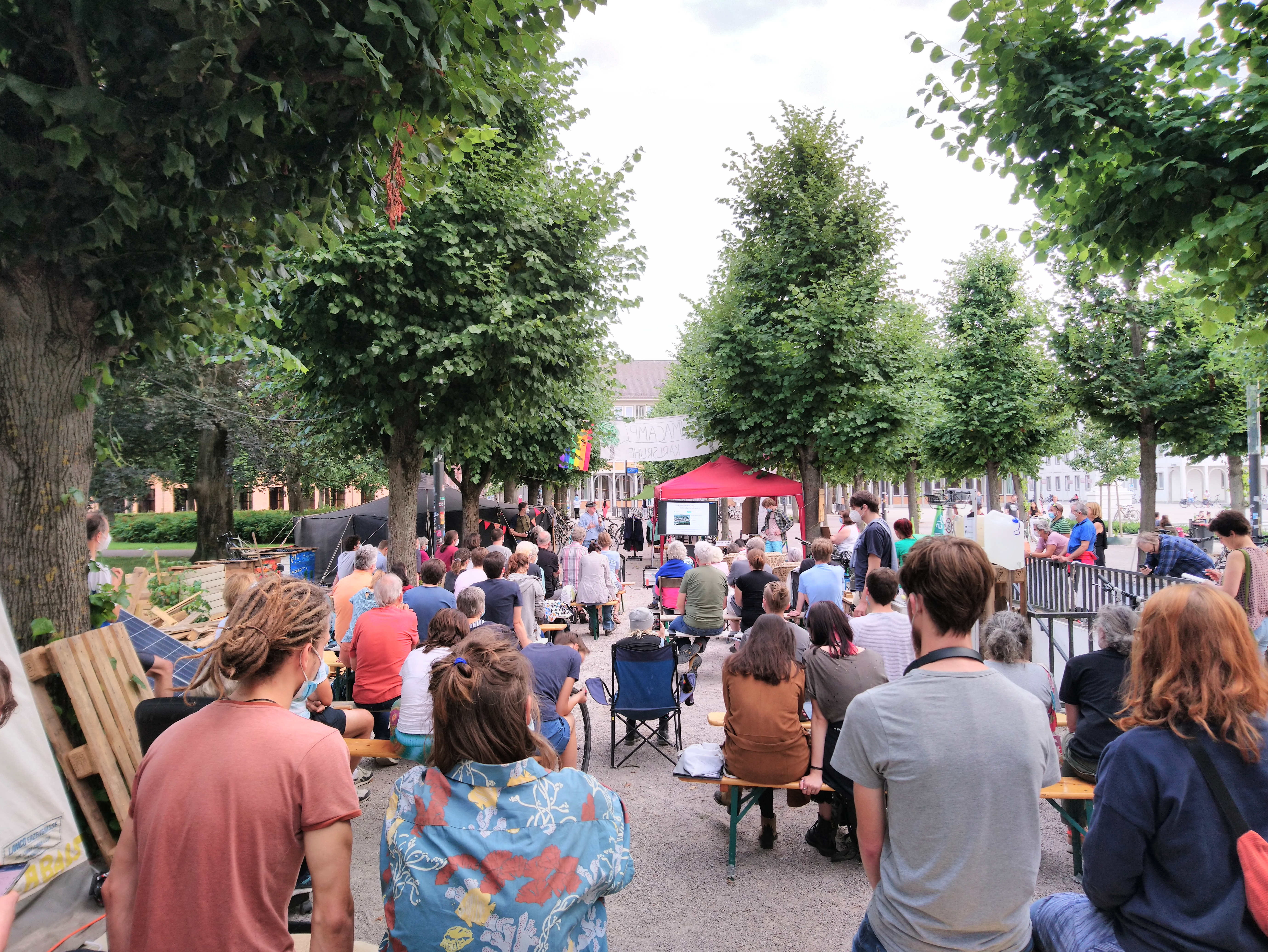
Vortrag zum Kohlekraftwerk RDK 7 im Klimacamp Karlsruhe

Klimacamps dienen dazu, die öffentliche Aufmerksamkeit auf eine durch Nutzung von Kohlenwasserstoffen bedingte Klimaschädigung zu lenken und auf die Notwendigkeit und Möglichkeit einer Reduzierung und Vermeidung von CO2-Ausstoß aufmerksam zu machen. Die Camps sind basisdemokratisch und nicht-kommerziell organisiert. Ermöglicht werden sie durch freiwillige Arbeit und Spenden.
Neben dem eigentlichen Camp finden oftmals Begleitveranstaltungen statt, wie zum Beispiel als Ausgangspunkt einer Critical Mass oder Vorträge über die Wirkungsweise und Umweltfolgen von Kohlekraftwerken.

## Geschichte und Entwicklung
Die Klimacamps nahmen ihren Anfang in Großbritannien am Kohlekraftwerk Drax, am Flughafen Heathrow, am Kingsnorth-Kraftwerk in Kent, in London und am Hauptsitz der Royal Bank of Scotland. Während des Jahres 2009 fanden Lager auch in Kanada, Dänemark, Frankreich, Irland, den Niederlanden, Belgien, Schottland, Wales und Australien statt.

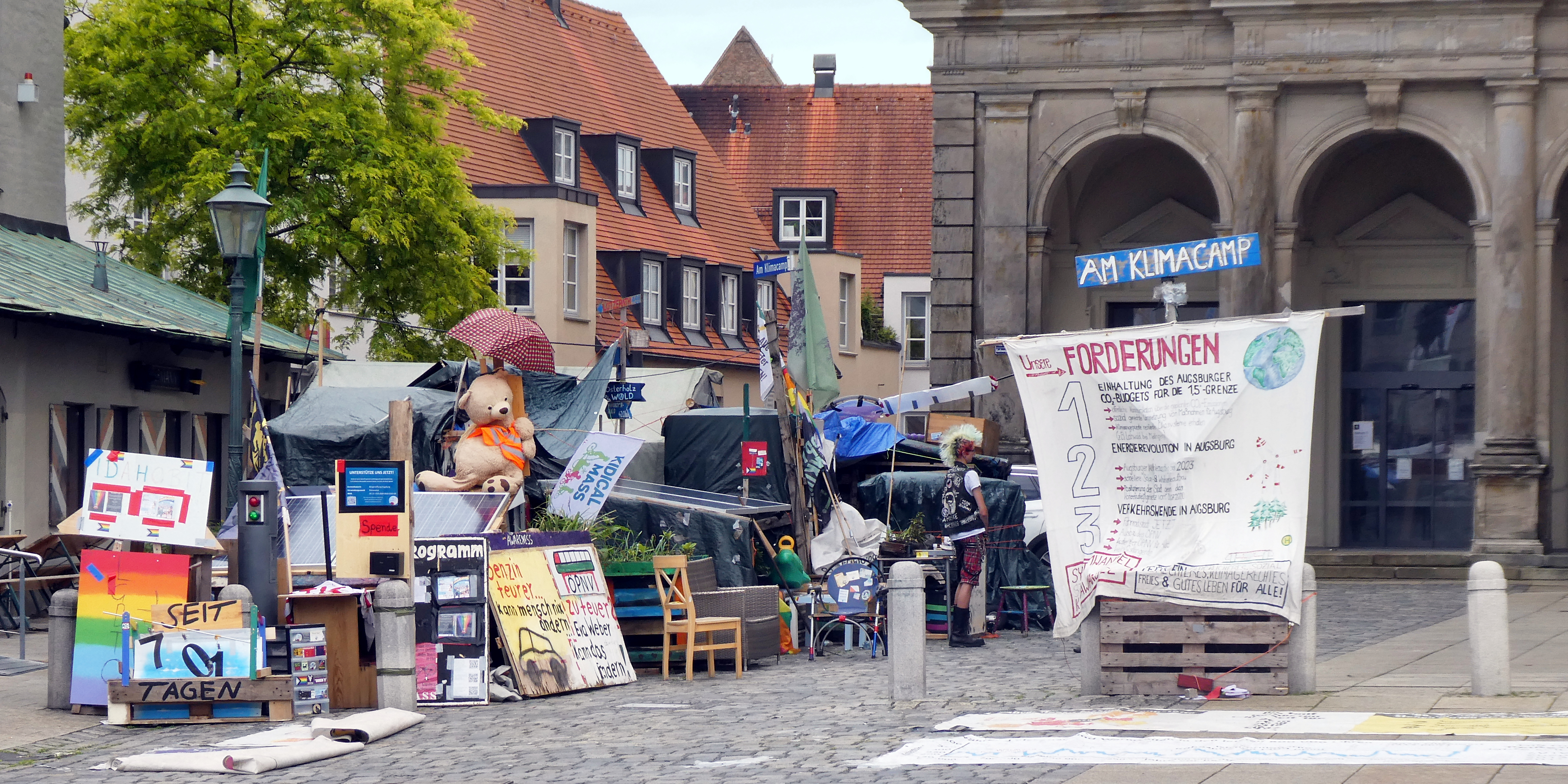
Klimacamp am Fischmarkt in Augsburg

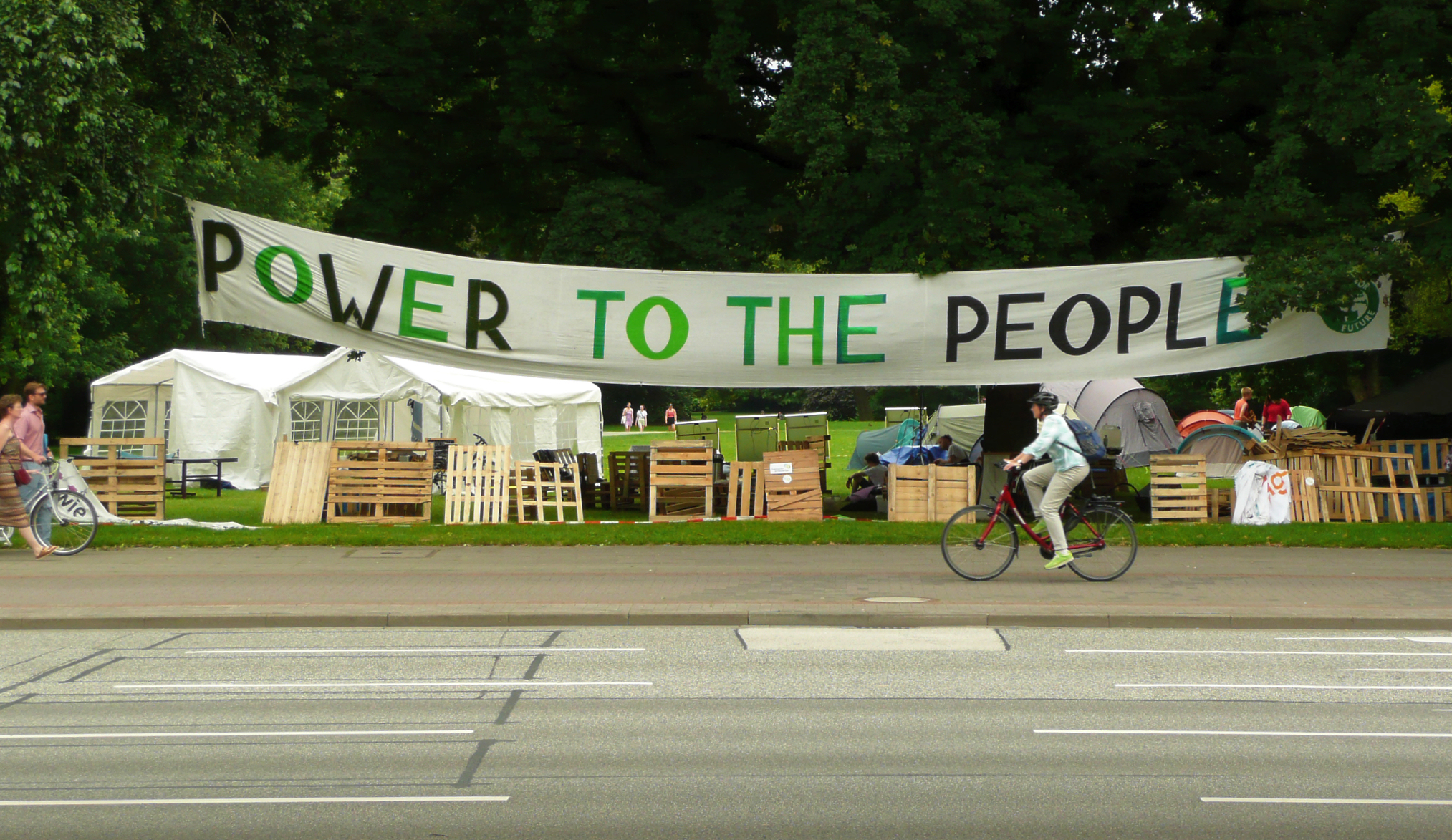
Klimacamp am Friedrichswall in Hannover

Das Camp for Climate Action wurde 2006 ins Leben gerufen, nachdem Aktivisten auf der G8-Konferenz 2005 im schottischen Stirling über die Idee beraten hatten.
2007 soll Tadzio Müller das Konzept das Deutschland überführt haben; 2008 gehörte er zu den Mitorganisatoren des ersten deutschen Klimacamps in Hamburg. In Deutschland gab es von 2011 bis 2016 ein Klimacamp in der Lausitz, das Lausitzcamp. Seit 2010 gibt es jährlich ein Klimacamp im Rheinland, das Rheinlandcamp.
2019 fanden zahlreiche Klimacamps statt, wie zum dritten Mal in Folge das Camp for Future im Rheinischen Braunkohlerevier sowie international Camps in Polen, Portugal, der Schweiz, Großbritannien, Frankreich und Italien, zum Teil auch verbunden mit verschiedenen Protesten und Aktionstagen.
Im Jahr 2020 führte Fridays for Future Klimacamps als Teil seiner Proteste ein. Als lang andauernde Demonstrationsform startete am 1. Juli 2020 das erste Camp in Augsburg. Es beging am 27. März 2023 sein 1000-tägiges Bestehen. Am 31. Juli 2024 wurde es geplant beendet und ist damit das längst bestehende Klimacamp in Deutschland. Ab Mitte 2021 hatten sich bereits sieben mit Fridays For Future assoziierte Klimacamps in insgesamt fünf Bundesländern gebildet.
In der Schweiz sorgte im September 2020 ein unbewilligtes Klimacamp auf dem Bundesplatz, unmittelbar vor dem Parlaments- und Regierungsgebäude, für Schlagzeilen. Es wurde nach ein paar Tagen von der Polizei geräumt.
In Österreich gibt es seit 2016 Klimacamps, meist im Raum um Wien. Themen der Camps und zeitgleich stattfindender Proteste waren zunächst der geplante Ausbau des Flughafens Wien-Schwechat, später eine generelle Mobilitätswende.

### Rechtslage in Deutschland
Umstritten war -bis spätestens zum 28. Juni 2017-, ob und in welchem Umfang Klimacamps vom Schutzbereich der Versammlungsfreiheit unterfallen.
Ein Klimacamp ist nach seinem Zweck auf die kollektive Meinungskundgabe gerichtet. Zu einem Kimacamp gehören Infrastruktur- und Organisationseinrichtungen sowie Verhaltensweisen, die -isoliert betrachtet- entweder unmittelbar auf die Meinungskundgabe gerichtet sind (z. B. Lautsprecher oder Veranstaltungen mit unmittelbaren Bezug zum Versammlungsthema) oder nicht unmittelbar auf die Meinungskundabe gerichtet sind und diese nur fördern bzw. im Rahmen der Versammlung stattfinden (z. B. Zelte, um Personen, die sich im Klimacamp aufhalten, das Übernachten zu ermöglichen oder Filme und Spiele, die der Unterhaltung der Personen, die sich im Klimacamp aufhalten, dienen).
In einer Entscheidung in einem Eilverfahren vom 28. Juni 2017 stellte das Bundesverfassungsgericht fest, dass in der Rechtsprechung des Bundesverfassungsgerichts weitgehend ungeklärt sei, "in welchem Umfang und mit welchen Maßgaben der Schutzgehalt des Art. 8 Abs. 1 GG auch die Errichtung von Infrastruktureinrichtungen umfasst, ob unter welchen Bedingungen hierzu auch die längerfristige Inanspruchnahme öffentlicher Anlagen gehört, wieweit Veranstaltern bei auf eine gewisse Dauer angelegten Veranstaltungen Mitwirkungspflichten abverlangt werden können, möglicherweise auch in Form der Gewährleistung kostenträchtiger Infrastruktureinrichtungen. Das Bundesverfassungsgericht ließ diese Rechtsfrage in dieser Entscheidung offen, da sie nicht in einem Eilverfahren geklärt werden könne, "sondern [...] -nach Aufbereitung durch die Fachgerichte - einem Verfahren in der Hauptsache vorbehalten bleiben [müsse]".
Mit Urteil vom 6. November 2020 - Au 8 K 20.1179 entschied das VGH Augsburg, dass das Klimacamp Fridays for Future in Augsburg, als Versammlung einzustufen sei. In diesem Urteil heißt es in Rn. 38: „Die Einordnung einer Veranstaltung nach ihrem Gesamtgepräge als Versammlung wird nicht dadurch in Frage gestellt, dass Teilnehmer bei längerer Dauer schlafen oder stationäre Einrichtungen verwandt werden.“ Die von der Stadt Augsburg gegen dieses Urteil eingelegte Berufung wies der VGH München mit Urteil vom 8. März 2022 - 10 B 21.1694 zurück. In diesem Urteil heißt es in Rn. 80: „Ein Klimacamp kann nach seinem Gesamtgepräge eine Versammlung sein, auch wenn es Elemente enthält, die nicht auf die öffentliche Meinungsbildung am Veranstaltungsort zielen.“
Am 24. Mai 2022 entschied das Bundesverwaltungsgericht ausweislich der Pressemitteilung zu diesem Urteil, dass "[a]uf eine gewisse Dauer angelegte Protestcamps wie das streitgegenständliche Klimacamp [...] als Versammlungen durch das Grundrecht der Versammlungsfreiheit geschützt [sind], wenn sich aus der Gesamtkonzeption des Veranstalters nach objektivem Verständnis ein auf die Teilhabe an der öffentlichen Meinungsbildung gerichteter kommunikativer Zweck ergibt." und dass [i]nfrastrukturelle Einrichtungen eines als Versammlung zu beurteilenden Protestcamps [...] dem unmittelbaren Schutz durch Art. 8 GG [unterfallen], wenn sie entweder einen inhaltlichen Bezug zur bezweckten Meinungskundgabe der Versammlung aufweisen oder für die konkrete Veranstaltung logistisch erforderlich sind und zu ihr in einem unmittelbaren räumlichen Zusammenhang stehen."
Die Gesellschaft für Freiheitsrechte sieht dieses gilt als Grundsatzurteil zur Versammlungsfreiheit: „Diese Entscheidung ist ein Grundsatzurteil für die Versammlungsfreiheit. Das BVerwG hat heute klargestellt, dass die Protestierenden über das Wie und Wo von friedlichem Protest entscheiden. Das Bundesverwaltungsgericht hat eine verfassungsrechtlich bislang ungeklärte Frage zu Gunsten des Selbstbestimmungsrechts der Protestierenden entschieden. Es ist unserer Argumentation gefolgt und hat damit endlich Rechtssicherheit für Protestcamps geschaffen. Der willkürlichen Einschränkung der Versammlungsfreiheit durch die Behörden vor Ort wurde ein Riegel vorgeschoben“.

## Klimacamps in Deutschland
| Stadt          | Platz                                               | von        | bis        | bestandene Dauer | Bemerkungen |
| -------------- | --------------------------------------------------- | ---------- | ---------- | ---------------- | --- |
| Hamburg        | Lurup, Vorhornweg                                   | 15.08.2008 | 24.08.2008 |                  | |
| Augsburg       | Fischmarkt                                          | 01.07.2020 | 31.07.2024 | 4 Jahre 30 Tage  | geplant beendet |
| Bayreuth       | Luitpoldplatz                                       | 24.11.2021 | 28.01.2022 | 65 Tage          | Klimabaumhaus, abgebrochen |
| Berlin         | Haus der Kulturen                                   | 06.09.2021 |            |                  | |
| Berlin         | Spreebogenpark                                      | 30.08.2021 | 25.09.2021 | 26 Tage          | Hungerstreik, abgebrochen |
| Bochum         | Grabenstraße bei Dr.-Ruer-Platz (Höhe Pauluskirche) | 04.05.2022 | 20.05.2022 | 16 Tage          | geplant beendet |
| Bochum         | Grabenstraße bei Dr.-Ruer-Platz (Höhe Pauluskirche) | 15.06.2023 | 29.06.2023 | 16 Tage          | geplant beendet |
| Bochum         | Grabenstraße bei Dr.-Ruer-Platz (Höhe Pauluskirche) | 27.06.2024 | 11.07.2024 | 16 Tage          | geplant beendet |
| Bochum         | Grabenstraße bei Dr.-Ruer-Platz (Höhe Pauluskirche) | 06.07.2025 | 19.07.2025 | 13 Tage          | abgebrochen |
| Bremen         | Wallanlagen gegenüber der Kunsthalle                | 23.04.2021 | 21.06.2022 | 424 Tage         | abgebrochen |
| Erlangen       | Besiktas-Platz                                      | 04.06.2021 | 03.10.2021 | 121 Tage         | abgebrochen |
| Freiburg       | Rathausplatz                                        | 02.07.2022 | 10.08.2024 | 2 Jahre 39 Tage  | geplant beendet |
| Gimritz        |                                                     | 12.09.2022 | 18.09.2022 |                  | |
| Halle (Saale)  | Hallmarkt                                           | 2020       | 2020       |                  | |
| Halle (Saale)  | Hallmarkt                                           | 31.06.2021 | 22.08.2021 |                  | |
| Halle (Saale)  | Alte Stadtgärtnerei                                 | 11.09.2023 | 17.09.2023 |                  | |
| Halle (Westf.) | Steinhausener Wald                                  | 18.09.2021 | 01.03.2022 | 165 Tage         | abgebrochen |
| Hamburg        | Speersort                                           | 13.08.2020 | 06.09.2021 | 1 Jahr 24 Tage   | abgebrochen |
| Hannover       | Friedrichswall, später Trammplatz                   | 09.07.2021 | 12.12.2021 | 150 Tage         | abgebrochen |
| Karlsruhe      | Schlossplatz                                        | 29.05.2021 | 30.09.2021 | 124 Tage         | geplant beendet |
| Konstanz       | Pfalzgarten                                         | 01.08.2021 | 05.11.2022 | 1 Jahr 97 Tage   | geplant beendet |
| Köln           | Uniwiese                                            | 04.06.2021 | 23.08.2021 | 81 Tage          | abgebrochen, zur Bundestagswahl 2021 für 10 Tage wieder aufgebaut                                                                       |
| Lübeck         | Markt am Rathaus                                    | 23.04.2023 | 11.05.2023 | 19 Tage          | |
| Lüneburg       | Kurpark                                             | 08.10.2020 | 11.10.2020 | 4 Tage           | geplant beendet; Programm aus Workshops, Vorträgen, Musik und Bewegung                                                                  |
| Lüneburg       | Kurpark                                             | 17.06.2021 | 20.06.2021 | 4 Tage           | geplant beendet; vielfältiges Programm                                                                                                  |
| Lüneburg       | Marienplatz                                         | 19.06.2021 | 01.10.2021 | 104 Tage         | abgebrochen |
| Lüneburg       | Marienplatz                                         | 05.06.2022 | 27.07.2022 | 53 Tage          | geplant beendet; verschiedene Themenwochen, z. B. Soziale Utopien leben, Flucht & Migration, Soziale Gerechtigkeit & Klimagerechtigkeit |
| München        | Theresienwiese                                      | 18.05.2023 | 21.05.2023 | 4 Tage           | geplant beendet |
| Neuruppin      | Bernhard-Brasch-Platz                               | 20.08.2021 | 20.08.2021 | 1 Tag            | geplant beendet |
| Nördlingen     | St. Georgskirche                                    | 11.08.2024 |            |                  | |
| Nürnberg       | Sebalder Platz                                      | 03.09.2020 | 29.04.2022 | 1 Jahr 238 Tage  | abgebrochen |
| Oberhausen     | Sterkrader Wald                                     | 02.07.2021 | 11.07.2021 | 9 Tage           | geplant beendet |
| Oldenburg      | beim Staatstheater                                  | 25.07.2021 | 19.10.2021 | 85 Tage          | abgebrochen |
| Reutlingen     | Albtorplatz                                         | 21.05.2021 |            |                  | |
| Rostock        | Neuer Markt                                         | 25.09.2020 | 01.11.2020 | 38 Tage          | geplant beendet |
| Rostock        | Neuer Markt                                         | 11.09.2021 | 13.10.2021 | 33 Tage          | geplant beendet |
| Rostock        | Neuer Markt                                         | 09.10.2022 | 22.10.2022 | 13 Tage          | geplant beendet; Anlass war OB-Wahl der Stadt Rostock                                                                                   |
| Siegen         | Rathaus                                             | 01.07.2021 |            |                  | |
| Stuttgart      | Stadtgarten                                         | 23.07.2021 | 25.07.2021 | 3 Tage           | geplant beendet |
| Stuttgart      | Stadtgarten                                         | 16.09.2022 | 22.09.2022 | 7 Tage           | geplant beendet |
| Wolfsburg      | Pfauenbrunnen                                       | 05.05.2023 | 10.05.2023 | 5 Tage           | geplant beendet; Anlass war die Hauptversammlung von VW                                                                                 |